# Facing You
Facing You è un album in studio del pianista statunitense Keith Jarrett, pubblicato nel 1972.

## Tracce
1. In Front – 10:09
2. Ritooria – 5:57
3. Lalene – 8:39
4. My Lady, My Child – 7:24
5. Landscape for Future Earth – 3:36
6. Starbright – 5:07
7. Vapallia – 3:57
8. Semblence – 3:02